# الجمهورية التشيكوسلوفاكية الثالثة
الجمهورية التشيكوسلوفاكية الثالثة تأسست نتيجة سياسات الحلفاء المنتصرين فرنسا و‌المملكة المتحدة و‌الولايات المتحدة، ولكن أيضًا إشارة لقوة المثالية المتجسدة في الجمهورية التشيكوسلوفاكية الأولى.
اختفت تشيكوسلوفاكيا عن سطح الخارطة الأوروبية خلال الحرب العالمية الثانية. انبثقت الجمهورية التشيكوسلوفاكية الثالثة (بالتشيكية: Třetí Československá republik a، وبالسلوفاكية: Tretia česko-slovenská republika) -التي ظهرت بصفتها دولة ذات سيادة- نتيجة لسياسات الحلفاء الغربيين المنتصرين المتمثلين في كل من الجمهورية الرابعة الفرنسية، والمملكة المتحدة والولايات المتحدة، وأمكن اعتبارها أيضًا دليلًا على صلابة المثل العليا التشيكوسلوفاكية التي جسدتها جمهورية التشيك الأولى. على أي حال، سقطت تشيكوسلوفاكيا في ختام الحرب العالمية الثانية داخل دائرة النفوذ السوفييتي، ما أدى إلى هيمنة السوفييت على أي خطة أو إستراتيجية هادفة لإعادة الإعمار بعد الحرب. لذا أصبح التنظيم السياسي والاقتصادي لتشيكوسلوفاكيا موضوعًا مطروحًا على طاولة المفاوضات بين إدوارد بينش والحزب الشيوعي التشيكوسلوفاكي (كيه إس سي) المنفي والمتمركز في موسكو.
استولى الحزب الشيوعي التشيكوسلوفاكي على السلطة تمامًا بعد الانقلاب الحاصل في فبراير 1948. على الرغم من بقاء الاسم الرسمي للبلاد هو الجمهورية التشيكوسلوفاكية حتى تغييره في عام 1960 إلى جمهورية تشيكوسلوفاكيا الاشتراكية، يُعتبر فبراير 1948 نهاية الجمهورية الثالثة.

## الأعوام

### 1945
نشأت الجمهورية الثالثة في أبريل 1945. كانت حكومتها -المتمركزة في كوشيتسه في 4 أبريل المنتقلة لاحقًا إلى براغ المحرّرة في 10 مايو- ائتلافًا للجبهة الوطنية هيمنت عليه ثلاثة أحزاب اشتراكية وهي: الحزب الشيوعي التشيكوسلوفاكي، والحزب الاجتماعي الديموقراطي التشيكوسلوفاكي، والحزب القومي الاجتماعي التشيكوسلوفاكي. حُظر الحزب السلوفاكي الشعبي باعتباره متعاونًا مع النازيين. مُنعت أحزاب محافظة أخرى تمتاز بطابع ديمقراطي، مثل الحزب الجمهوري للمزارعين والفلاحين، من استئناف أنشطتها في فترة ما بعد الحرب. أدرجت بعض الأحزاب غير الاشتراكية المناسبة ضمن الائتلاف، من بينها حزب الشعب الكاثوليكي (في مورافيا) والحزب الديمقراطي السلوفاكي. جرى تأميم وظائف 61.2 بالمئة من القوى العاملة الصناعية.
شهد 14 أكتوبر 1945 تصويتًا على إقامة جمعية وطنية مؤقتة جديدة.
توصّل بينش إلى تسوية مع الحزب الشيوعي التشيكوسلوفاكي؛ تجنبًا لحدوث انقلاب ما بعد الحرب؛ إذ أمِل بسذاجة أن تُعيد العملية الديمقراطية توزيعًا أكثر عدلاً للسلطة. فاوض بينش مسألة التحالف السوفيتي، لكنه طمح في الوقت نفسه إلى إقامة تشيكوسلوفاكيا بصفتها «جسرًا» بين الشرق والغرب، مع الحفاظ على صِلاتها مع كلا الجانبين. على أي حال، أعلن زعيم الحزب الشيوعي التشيكوسلوفاكي كليمنت جوتوالد التزامه بنهج «تدريجي»، يفضي إلى وصول الحزب إلى السلطة عبر الباب الديمقراطي.
استفاد الحزب الشيوعي التشيكوسلوفاكي من الحماس الشعبي الذي أثارته جيوش التحرير السوفييتية. اتخذ التشيكوسلوفاكيون -الذين شعروا بخيبة أمل شديدة تجاه الغرب إثر اتفاقية ميونيخ- موقفًا إيجابيًا إزاء الحزب الشيوعي التشيكوسلوفاكي والتحالف السوفييتي. حصل الشيوعيون على تمثيل قوي في اللجان الوطنية المنتخبة شعبيًا، وأجهزة الإدارة المحلية الجديدة. نظم (كيه إس سي) الحركة النقابية ووحّد سلطتها، فكان 94 من أصل 120 ممثلًا في المجلس المركزي لنقابات العمال من الشيوعيين. عمل الحزب على توسيع قاعدة أعضائه، لتشمل الفلاحين والبرجوازية الصغيرة والبروليتاريا. ازدادت عضوية (كيه إس سي) من 27000 إلى أكثر من 1.1 مليون بين مايو 1945 ومايو 1946.

### 1946
فاز حزب (كيه إس سي) داخل الجزء التشيكي من البلاد في انتخابات مايو 1946 بمعدل أصوات (40.17%)، في حين فاز الحزب الديمقراطي المعادي للشيوعية في سلوفاكيا بمعدل (62%). باختصار، حاز (كيه إس سي) على مجموع 38 بالمئة من الأصوات على المستوى التشيكوسلوفاكي. استمر بينش بصفته رئيسًا للجمهورية، وواصل جان مازاريك، نجل الأب المؤسس الموقر، عمله في منصب وزير الخارجية. أصبح جوتوالد رئيس الوزراء. الأهم من ذلك، وعلى الرغم من تسلُّم الشيوعيين عددًا قليلًا من الحقائب الوزارية، تمكنوا من السيطرة على وزارات رئيسة مثل الإعلام والتجارة الداخلية والمالية والداخلية (بما في ذلك جهاز الشرطة). تمكن الشيوعيون عبر هذه الوزارات من قمع المعارضة غير الشيوعية، ووضع أعضاء الحزب في مناصب السلطة، وخلق أساس متين يدعم محاولة الاستيلاء على السلطة.

## 1947
اتسمت السنة التالية بالهدوء. واصل الحزب الشيوعي التشيكوسلوفاكي إعلان توجهاته الوطنية والديمقراطية. حدثت نقطة التحول في صيف عام 1947. قبلت الحكومة التشيكوسلوفاكية في يوليو، بموافقة (كيه إس سي)، دعوةً أنجلو فرنسية لحضور المناقشات الأولية لمشروع المارشال. ردّ الاتحاد السوفييتي فوريًا على التحرك التشيكوسلوفاكي الساعي لمواصلة التحالف الغربي: استدعى ستالين جوتوالد إلى موسكو.
غيّر (كيه إس سي) توجهاته عند عودته إلى براغ، مُظهرًا في الأشهر اللاحقة تطرفًا كبيرًا في تكتيكاته. جادل الحزب بكَون الانقلاب الرجعي وشيكًا، وأن التحرك الفوري كان ضروريًا لمنعه. كثف الحزب نشاطه عبر وسائل الإعلام والشرطة. نشرت الصحافة الشيوعية أخبار «المؤامرة الرجعية» في جميع أنحاء البلاد، وأعلن عنها جوتوالد سابقًا في اجتماع اللجنة المركزية للحزب في نوفمبر 1947.
انطلاقًا من يونيو في ذلك العام، وخاصة بعد اندلاع حرب التطهير العرقي لفلسطين 1947-1948 في نوفمبر، بدأت تشيكوسلوفاكيا ببيع الأسلحة لقوات الهاجاناه الدفاعية اليهودية. كانت الدولة الأجنبية الوحيدة التي قامت بمثل هذا الفعل. لعبت هذه السياسة، التي استمرت بعد إعلان دولة إسرائيل في العام التالي، دورًا مهمًا في انتصار الدولة اليهودية في الحرب العربية الإسرائيلية عام 1948.

### 1948
في يناير 1948، شرعت وزارة الداخلية التي يسيطر عليها الشيوعيون بتطهير قوات الأمن التشيكوسلوفاكية، ووضعت الشيوعيين في المناصب التي شغلها غير الشيوعيين. في الوقت نفسه، بدأ الحزب في الحثّ على توسيع نطاق التأميم وتطبيق إصلاح زراعي جديد يحد من ملكية الأراضي إلى خمسين هكتارًا.
تسببت أزمة حكومية في حدوث انقلاب فبراير. كشف وزراء الحزب القومي الاجتماعي مدعومين من جميع الأحزاب غير الشيوعية، عن استخدام الشيوعيين قوات الشرطة والأمن التابعة لوزارة الداخلية بهدف قمع غير الشيوعيين، وطالبوا بوقف ذلك. على أي حال، أحبط رئيس الوزراء جوتوالد، المباحثات حول قضية الشرطة بصورة متكررة. في 21 فبراير، استقال الاشتراكيون الوطنيون من الحكومة احتجاجًا على ذلك. وحذا كلّ من حزب الشعب الكاثوليكي والحزب السلوفاكي الديمقراطي حذوهم.
استقال الوزراء الاثنا عشر غير الشيوعيين، وهدفت هذه الاستقالة جزئيًا إلى حثّ بينش على الدعوة إلى انتخابات مبكرة. كانت الخسائر الشيوعية في صناديق الاقتراع متوقعة بسبب الرفض الشعبي لتكتيكات الحزب الشيوعي الأخيرة. أشار استطلاع للرأي أجري في يناير إلى تراجع الدعم الانتخابي الشيوعي بنسبة 10%. مع ذلك، تحرك الاشتراكيون الوطنيون التشيكوسلوفاكيين دون تنسيق كافٍ مع بينش. إضافةً إلى ذلك، لم تبذل الأحزاب الديمقراطية أي جهد لحشد الدعم الشعبي.
اعتقد غير الشيوعيين أن بينش سيرفض قبول استقالاتهم مع المحافظة عليهم في حكومة انتقالية، الأمر الذي من شأنه أن يُجبر جوتوالد على التراجع أو الاستقالة. رفض بينش في البداية قبول الاستقالات وأعلن عدم إمكانية تشكيل حكومة دون وزراء غير شيوعيين. مع ذلك، في الأيام التالية، نبذ بينش الوزراء غير الشيوعيين تجنّبًا لتوجيه اتهامات التواطؤ ضده. بقي الجيش التشيكوسلوفاكي محايدًا.
في غضون ذلك، حشد الحزب الشيوعي قواته. نشرت وزارة الداخلية التي يسيطر عليها الشيوعيون أفواج الشرطة في المناطق الحساسة، وجهزت ميليشيات العمال. رفضت وزارة الإعلام التي يسيطر عليها الشيوعيون تخصيص وقت للبث للمسؤولين غير الشيوعيين. أمّنت «لجان العمل» الشيوعية الحماية للوزارات التابعة للأحزاب غير الشيوعية. قامت لجان العمل بتطهير جميع أجهزة الأحزاب السياسية والحكومية من أيّ عناصر غير موثوق بها. هدد جوتوالد بالدعوة إلى إضراب عام في حال عدم تشكيل بينش حكومة جديدة يهيمن عليها الشيوعيون.
في 26 فبراير، استسلم بينش، ربما خشية اندلاع حرب أهلية و/أو التدخل السوفيتي. وقبِل استقالات الوزراء المنشقين وشكّل حكومة جديدة من قائمة قدمها جوتوالد. هيمن الشيوعيون والديمقراطيون الاشتراكيون المناصرون للاتحاد السوفيتي على الحكومة الجديدة. ضُمّ أعضاء من الحزب الشعبي، والحزب الوطني الاشتراكي والحزب الديمقراطي التشيكي إلى الحكومة، لتحافظ بذلك على طبيعتها الائتلافية اسميًا. على أي حال، كان الوزراء الذين يستخدمون تلك التسميات رفقاء درب عملوا يدًا بيد مع الشيوعيين. مثّل هذا الفعل بدايةً للحكم الشيوعي الشامل في تشيكوسلوفاكيا.